# Øygarden
Øygarden is een gemeente in de Noorse provincie Vestland. De oude gemeente telde 4913 inwoners in januari 2017. De nieuwe gemeente telt ruim 38.000 inwoners.

## Geschiedenis
Op 1 januari 2020 werden de gemeenten Fjell en Sund (Noorwegen) opgeheven en opgenomen in Øygarden. Op dezelfde dag werd de provincie Hordaland, waar de gemeenten deel van uitmaakten, opgeheven en werd Øygarden opgenomen in de nieuwgevormde provincie Vestland.

## Plaatsen in de gemeente
- Ågotnes
- Fjell
- Hammarsland
- Klokkarvik
- Knappskog
- Knarrevik/Straume
- Li
- Misje
- Øygarden
- Skoge/Møvik
- Solsvik
- Tælavåg
- Vindenes

Alver ·  Askvol · Askøy · Aurland · Austevoll · Austrheim · Bergen · Bjørnafjorden · Bremanger · Bømlo · Eidfjord · Etne · Fedje · Fitjar · Fjaler · Gloppen · Gulen · Hyllestad · Høyanger · Kinn · Kvam · Kvinnherad · Luster · Lærdal · Masfjorden · Modalen · Osterøy · Samnanger · Sogndal · Solund · Stad · Stord · Stryn · Sunnfjord · Sveio · Tysnes · Ullensvang · Ulvik · Vaksdal · Vik · Voss · Øygarden · Årdal

Fylker van Noorwegen